# Ignaz von Beecke
Ignaz von Beecke (* 23. Oktober 1733 in Wimpfen am Neckar; † 2. Januar 1803 in Wallerstein) war ein deutscher Komponist und Pianist.

## Leben
Über eine musikalische Ausbildung ist nichts bekannt; es ist daher anzunehmen, dass er sich seine Kenntnisse und Fertigkeiten auf diesem Gebiet autodidaktisch angeeignet hat.
In den fünfziger Jahren des 18. Jahrhunderts diente er zunächst als Offizier. Im Jahre 1759 kam er als Adjutant des Erbfürsten Kraft Ernst von Oettingen-Wallerstein an den Wallersteiner Hof. Darüber hinaus feierte er hier seine ersten Erfolge als Pianist, ebenso entstanden in dieser Zeit seine ersten Kompositionen. Im Jahre 1763 wurde er hier Intendant der Hofmusik. Diese Stellung hatte er bis zu seinem Tod inne. Als Leiter der Hofkapelle verhalf er dieser zu hohem Ansehen. Unter seiner Leitung wirkten der Kapellmeister Antonio Rosetti sowie zahlreiche Virtuosen wie Joseph Fiala und Joseph Reicha. Zwischen 1766 und 1772 reiste er mehrmals nach Paris, wo er Kontakte mit Christoph Willibald Gluck hatte, außerdem erhielt er dort das königliche Privileg seine Werke drucken zu lassen. Auf Empfehlung von Johann Adolph Hasse ließ er sich in Wien nieder, wo er zumindest einen gemeinsamen Auftritt mit Wolfgang Amadeus Mozart hatte, dem er bereits 1766 in Paris begegnet war. Seine Oper „Claudine von Villa Bella“ (1780) für die „Deutsche Compagnie“ am Burgtheater komponiert, hatte keinen Erfolg. Ignaz von Beecke war 1791 Gast von Friedrich dem Großen in Berlin und weilte mehrmals am Hofe der Fürsten von Thurn und Taxis in Regensburg. Ebenso war er zeitweise für den Fürsten Ludwig Carl Franz Philipp Leopold zu Hohenlohe-Waldenburg-Bartenstein tätig.
Christian Friedrich Daniel Schubart widmete ihm 1786 seine „Musikalische Rhapsodien“. Es handelt sich hauptsächlich um Klavierwerke, Sinfonien, Singspiele, Kammermusik, Lieder, sakrale Musik, sowie Opern und Pastoralen. Sein umfangreiches Schaffen ist jedoch fast vollständig in Vergessenheit geraten.

## Werke (Auswahl)

### Bühnenwerke
- Roland. Oper. Libretto: ?. UA 1770(?)
- Claudine von Villa Bella. Schauspiel mit Gesang in einem Akt. Libretto: Johann Wolfgang von Goethe. UA 13. Juni 1780 Wien (Burgtheater)
- Die Jubelhochzeit. Komische Oper in 3 Akten. Libretto: Christian Felix Weiße. UA 9. Juni 1782 Mannheim
- Die Weinlese. Singspiel in 2 Akten. Libretto: Joachim Perinet(?). UA 10. Dezember 1782 Mannheim
- List gegen List (Die Glocke). Singspiel. Libretto: Paur(?). UA um 1785 Wien (Burgtheater)
- Das Herz behält seine Rechte. Singspiel. Libretto: ?. UA 1790 Mainz
- Die zerstörte Hirtenfeier. Pastorale. Libretto: Paur? Spaun? UA 1790 Aschaffenburg (Hoftheater)
- Nina. Singspiel. Libretto: Paur. UA 1790 Aschaffenburg (Hoftheater)

### Instrumentalmusik
- 33 Sinfonien
- 1 Konzertante Sinfonie
- Mehrere Klavierkonzerte (teilweise verloren)
- Quintett a-Moll für Klavier und Streichquartett
- 17 Streichquartette
- 6 Quartette für Flöte und Streichtrio
- zahlreiche Werke für Klavier